# Victor Luís
Victor Luís Chuab Zamblauskas (ur. 23 czerwca 1993 w São Paulo) – brazylijski piłkarz pochodzenia litewskiego występujący na pozycji lewego obrońcy, od 2024 roku zawodnik Vasco da Gama.